# Соломон Волков
Соломо̀н Моисѐевич Во̀лков (на руски: Соломон Моисеевич Волков) е руско-американски музиколог, писател и журналист.
Роден е на 17 април 1944 година в Ленинабад, Таджикистан, в семейството на евакуирани там заради Втората световна война евреи от Латвия. След войната живее в Рига, учи цигулка в музикални училища в Рига и Ленинград, където завършва Консерваторията. През 1976 година емигрира в Съединените щати. Там публикува книги по история на руската култура, биография на Дмитрий Шостакович и базираната на негови спомени книга „Свидетелство“, интервюта с Йосиф Бродски, Евгений Евтушенко, Валерий Гергиев.